# محمد جیوا زین‌العادلین یکم
پادوکا سری سلطان محمد جیوا زین‌العادلین معظم شاه یکم ابن المرحوم سلطان عطاءالله محمد شاه یکم (درگذشت – ۱۵ ژوئن ۱۵۰۶، که همچنین با اسم سلطان محمد جیوا زین‌العادلین معظم شاه از او نام برده می‌شد) نهمین سلطان کداح بود. دوران حکمرانی او از سال ۱۴۷۳ تا ۱۵۰۶ به طول انجامید و دوران سلطنت او با اصلاحات ارضی و تشویق به استفاده از طلا و نقره در دادوستد به جای سیستم پایاپای همراه بود.